# Eng (Helmbrechts)
Eng ist eine Wüstung auf dem Gemeindegebiet der Stadt Helmbrechts im Landkreis Hof (Oberfranken, Bayern).

## Geografie
Die Einöde lag auf einer Höhe von 673 m ü. NHN am Südwesthang des Reussenbergs (699 m ü. NHN). Ein Wirtschaftsweg führte nach Burkersreuth (1,1 km südöstlich).

## Geschichte
Eng wurde in der ersten Hälfte des 19. Jahrhunderts auf dem Gemeindegebiet von Wüstenselbitz gegründet. 1964 galt das Anwesen als unbewohnt. Auf einer topographischen Karte des Jahres 1973 war der Ort nicht mehr verzeichnet. In diesem Zeitraum ist Eng zur Wüstung geworden.

### Einwohnerentwicklung
| Jahr      | 001861 | 001871 | 001885 | 001900 | 001925 | 001950 | 001961 |
| Einwohner | 13     | 10     | 5      | 8      | 6      | 5      | 0      |
| Häuser    |        |        | 1      | 1      | 1      | 1      | 1      |
| Quelle    | [ 7 ]  | [ 8 ]  | [ 9 ]  | [ 10 ] | [ 11 ] | [ 12 ] | [ 4 ]  |

## Religion
Eng war evangelisch-lutherisch geprägt und ursprünglich nach St. Johannes der Täufer (Helmbrechts) gepfarrt, seit den 1920er Jahren war die Pfarrei Wüstenselbitz zuständig.